# Многочлен вузла

Багато многочленів вузла обчислюються за допомогою скейн-співвідношень, які дозволяють, змінюючи типу перетину, звести вузол до простішого.

В теорії вузлів многочлен вузла — це інваріант вузла у вигляді многочлена, коефіцієнти якого кодують деякі властивості даного вузла.

## Історія
Перший многочлен вузла, многочлен Александера, представив ще 1923 року Джеймс Александер, але інші многочлени вузла знайдено лише майже 60 років по тому.
У 1960-х роках Джон Конвей запропонував скейн-співвідношення для версії многочлена Александера, який зазвичай згадують як многочлен Александера — Конвея. Важливість скейн-співвідношень недооцінювали до 1980-х років, коли Воен Джонс відкрив многочлен Джонса. Це відкриття привело до виявлення ще кількох многочленів, таких як многочлен HOMFLY.
Незабаром після відкриття Джонса Луїс Кауфман зауважив, що многочлен Джонса можна обчислити в термінах моделі сум станів, яка використовує дужки Кауфмана, інваріант оснащених вузлів. Це відкрило широку дорогу для досліджень в галузі теорії зачеплення вузлів і статистичній механіці.
В кінці 1980-х років здійснено два прориви: Едвард Віттен продемонстрував, що многочлен Джонса і схожі інваріанти цього типу описано в теорії Черна — Саймонса; Віктор Васильєв і Михайло Гусаров створили теорію інваріантів скінченного типу вузлів. Відомо, що коефіцієнти згаданих многочленів мають скінченний тип (можливо, після деякої «підстановки змінних»).
2003 року показано, що многочлен Александера пов'язаний з гомологією Флоєра. Градуйована ейлерова характеристика гомології Гегора — Флоєра Ожвата і Сабо є многочленом Александера.

## Приклад
| Запис Александера — Бріггса               | Многочлен Александера {\displaystyle \Delta (t)} | Многочлен Конвея {\displaystyle \nabla (z)} | Многочлен Джонса {\displaystyle V(q)}                                       | Многочлен HOMFLY {\displaystyle H(a,z)}                                                                                |
| ----------------------------------------- | ------------------------------------------------ | ------------------------------------------- | --------------------------------------------------------------------------- | --- |
| {\displaystyle 0_{1}} (тривіальний вузол) | {\displaystyle 1}                                | {\displaystyle 1}                           | {\displaystyle 1}                                                           | {\displaystyle 1} |
| {\displaystyle 3_{1}} (Трилисник)         | {\displaystyle t-1+t^{-1}}                       | {\displaystyle z^{2}+1}                     | {\displaystyle q^{-1}+q^{-3}-q^{-4}}                                        | {\displaystyle -a^{4}+a^{2}z^{2}+2a^{2}}                                                                               |
| {\displaystyle 4_{1}} (Вісімка)           | {\displaystyle -t+3-t^{-1}}                      | {\displaystyle -z^{2}+1}                    | {\displaystyle q^{2}-q+1-q^{-1}+q^{-2}}                                     | {\displaystyle a^{2}+a^{-2}-z^{2}-1}                                                                                   |
| {\displaystyle 5_{1}} (Перстач)           | {\displaystyle t^{2}-t+1-t^{-1}+t^{-2}}          | {\displaystyle z^{4}+3z^{2}+1}              | {\displaystyle q^{-2}+q^{-4}-q^{-5}+q^{-6}-q^{-7}}                          | {\displaystyle -a^{6}z^{2}-2a^{6}+a^{4}z^{4}+4a^{4}z^{2}+3a^{4}}                                                       |
| {\displaystyle -} (Бабин вузол)           | {\displaystyle \left(t-1+t^{-1}\right)^{2}}      | {\displaystyle \left(z^{2}+1\right)^{2}}    | {\displaystyle \left(q^{-1}+q^{-3}-q^{-4}\right)^{2}}                       | {\displaystyle \left(-a^{4}+a^{2}z^{2}+2a^{2}\right)^{2}}                                                              |
| {\displaystyle -} (Прямий вузол)          | {\displaystyle \left(t-1+t^{-1}\right)^{2}}      | {\displaystyle \left(z^{2}+1\right)^{2}}    | {\displaystyle \left(q^{-1}+q^{-3}-q^{-4}\right)\left(q+q^{3}-q^{4}\right)} | {\displaystyle \left(-a^{4}+a^{2}z^{2}+2a^{2}\right)\times } {\displaystyle \left(-a^{-4}+a^{-2}z^{-2}+2a^{-2}\right)} |

Запис Александера — Бріггса — це нотація, яка перелічує вузли за їхнім числом перетинів, при цьому зазвичай до списку включають лише прості вузли (дивіться Список простих вузлів).
Зауважимо, що многочлен Александера і многочлен Конвея НЕ МОЖУТЬ розрізнити лівий і правий трилисники.

Лівий трилисник
Правий трилисник

Не розрізняють вони також бабин вузол і прямий вузол, оскільки композиція вузлів у {\displaystyle \mathbb {R} ^{3}} дає добуток многочленів вузлів.

### Многочлени вузла
- Многочлен Александера
- Дужка Кауфмана
- Многочлен HOMFLY
- Многочлен Джонса
- Многочлен Кауфмана

### Пов'язані теми
- Скейн-співвідношення для формального визначення многочлена Александера.